# Rifugio antiaereo
I rifugi antiaerei sono strutture per la protezione della popolazione civile e del personale militare, da bombardamenti aerei nemici.
Sono simili ai bunker, ma non sono designati per attacchi da terra.

## Guerra di Spagna
Verso la metà degli anni trenta, l'aumento del raggio d'azione e del carico bellico dei bombardieri rese possibile colpire anche obiettivi molto distanti dalla prima linea del fronte, comprese le città (secondo una delle interpretazioni del testo di Giulio Douhet Il dominio dell'aria).
La prima attuazione pratica di questi principi si ebbe nella guerra civile spagnola e, visto il pesante ricorso ai bombardamenti aerei, si crearono i primi spazi pubblici destinati alla protezione passiva dei civili. Ne sono conservati ed anche museati a Barcellona (Rifugio 307, Museo di Storia di Barcellona) ed a Cartagena.

## Seconda guerra mondiale

### Italia

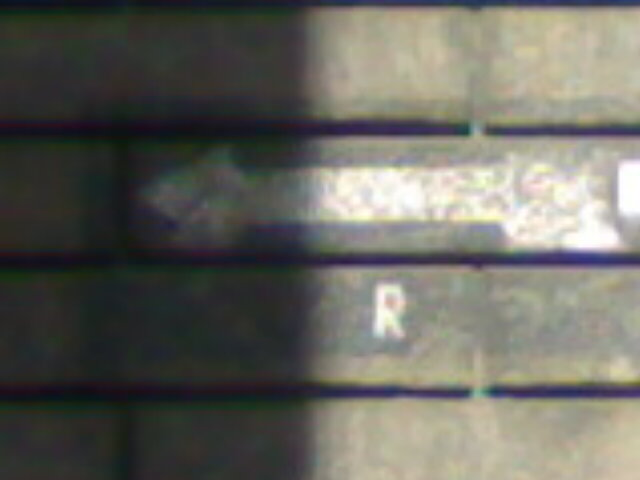
Indicazione di rifugio a Livorno

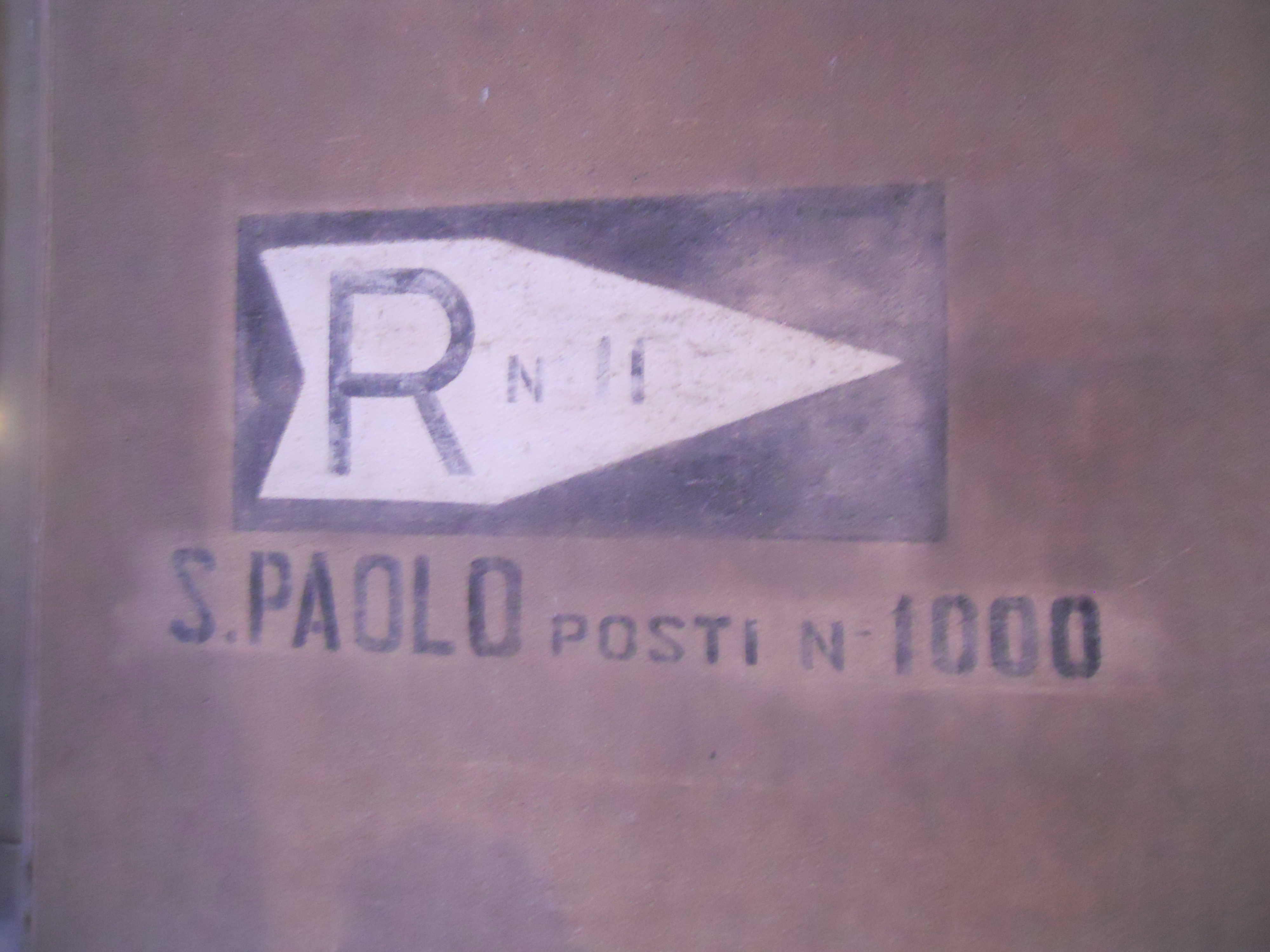
Indicazione di rifugio antiaereo a Parma

Il regio decreto legge 24 settembre 1936-XV n. 2121 imponeva l'obbligo di apprestare un rifugio antiaereo in ciascun fabbricato di nuova costruzione, o in corso di costruzione, ad uso di abitazione.
Nel primo articolo si imponeva a Enti o privati la realizzazione del rifugio - a proprie spese - utilizzando piani interrati, seminterrati, o in mancanza, il piano terra.
Nel secondo articolo si dettava quali caratteristiche tecniche doveva avere il rifugio.
Nel terzo articolo si fa riferimento ad un elenco di Comuni nei quali si dovevano applicare tali norme.
Nel quarto articolo si dispone che tali Comuni devono accertare le eventuali inadempienze e in tal caso negare il nulla osta di abitabilità degli edifici ai costruttori.
Nel quinto articolo si precisano le modalità di punizione per i contravventori.
Lo sviluppo principale è stato durante la seconda guerra mondiale, quando i bombardamenti strategici sulle città venivano effettuati in pratica quotidianamente.
In Italia, i rifugi antiaerei erano creati maggiormente nei sotterranei dei palazzi, adibiti a ricovero; questi erano indicati all'esterno da una R, che indicava appunto la presenza del rifugio nei sotterranei di quel palazzo alla popolazione.
Lo stile delle R variava spesso da città a città, ed in genere erano accompagnate da una freccia. È ancora oggi possibile trovare questi segnali sui muri di molte città italiane. Oltre alle R, che indicavano l'ingresso, è possibile trovare altri tipi di indicazioni sui muri come le uscite di sicurezza, le prese di aerazione, gli idranti, eccetera. La realizzazione di questi segnali era compito dell'Unione nazionale protezione antiaerea, che si occupava anche di gestire l'afflusso nei rifugi e le operazioni di soccorso.
I rifugi realizzati nei sotterranei dei palazzi non erano adatti a proteggere da bombe che centrassero direttamente l'edificio: in molti casi, infatti, poteva capitare che il palazzo sopra di essi crollasse, seppellendo i rifugiati; i rifugi sottostanti ai palazzi erano per lo più adatti a proteggere dai mitragliamenti e dagli spezzonamenti.
I rifugi in galleria e gli altri tipi di rifugi, realizzati in spazi esterni, proteggevano maggiormente dal pericolo delle bombe. Talvolta si faceva uso di sotterranei molto più antichi: è il caso di Napoli, ricca di cavità da dove si attingeva il tufo fin dai tempi degli antichi Greci, prontamente convertite al nuovo uso; ciononostante, il tributo di sangue che la città partenopea pagò ai bombardamenti fu ugualmente gravoso. A Genova, sfruttando la configurazione orografica del territorio cittadino, alcuni rifugi antiaerei furono realizzati in infrastrutture civili in tempo di pace, quali le gallerie di avvicinamento agli ascensori pubblici; ne è un esempio l'ascensore Magenta-Crocco, oggi ancora in uso.
Non mancavano poi i bunker di superficie allestiti per proteggere le maestranze delle fabbriche. Ne esistevano di diverso tipo: emisferici alla Caproni di Taliedo, a capanna presso la Innocenti e la Piaggio in via Pitteri, a torre in via Adriano (vedi sotto), in corso Monforte e a Palazzo Isimbardi a Milano. Quest'ultimo fu frequentato anche da Benito Mussolini alla vigilia della fuga a Dongo. L'avvento delle armi nucleari e il continuo potenziamento degli esplosivi convenzionali hanno determinato l'abbandono dei progetti riguardanti i rifugi di superficie. 
Alcuni rifugi sono stati adibiti a museo come per esempio il rifugio antiaereo di Piazza Risorgimento a Torino. e il bunker e i rifugi antiaerei di Villa Torlonia a Roma.

### Francia
Anche i francesi cominciarono a costruire nuovi rifugi antiaerei man mano che l'eventualità del conflitto con la Germania diventava più certa. Ne sopravvivono in tutta la nazione, spesso segnalati dalla scritta Abri (sottinteso anti-aérien), ma l'aspetto più notevole è che per la protezione dei civili, in alcuni casi, vennero usate vere e proprie "città sotterranee", ad esempio a Cambrai e soprattutto a Parigi furono utilizzati i tunnel della metropolitana, ma anche i cunicoli che in entrambe le città abbondano. La rapida caduta della Francia e la proclamazione della capitale "città aperta" resero queste cavità temporaneamente non necessarie allo scopo. Tuttavia cominciarono a essere usate come nascondiglio dai primi nuclei della Resistenza francese.

### Gran Bretagna

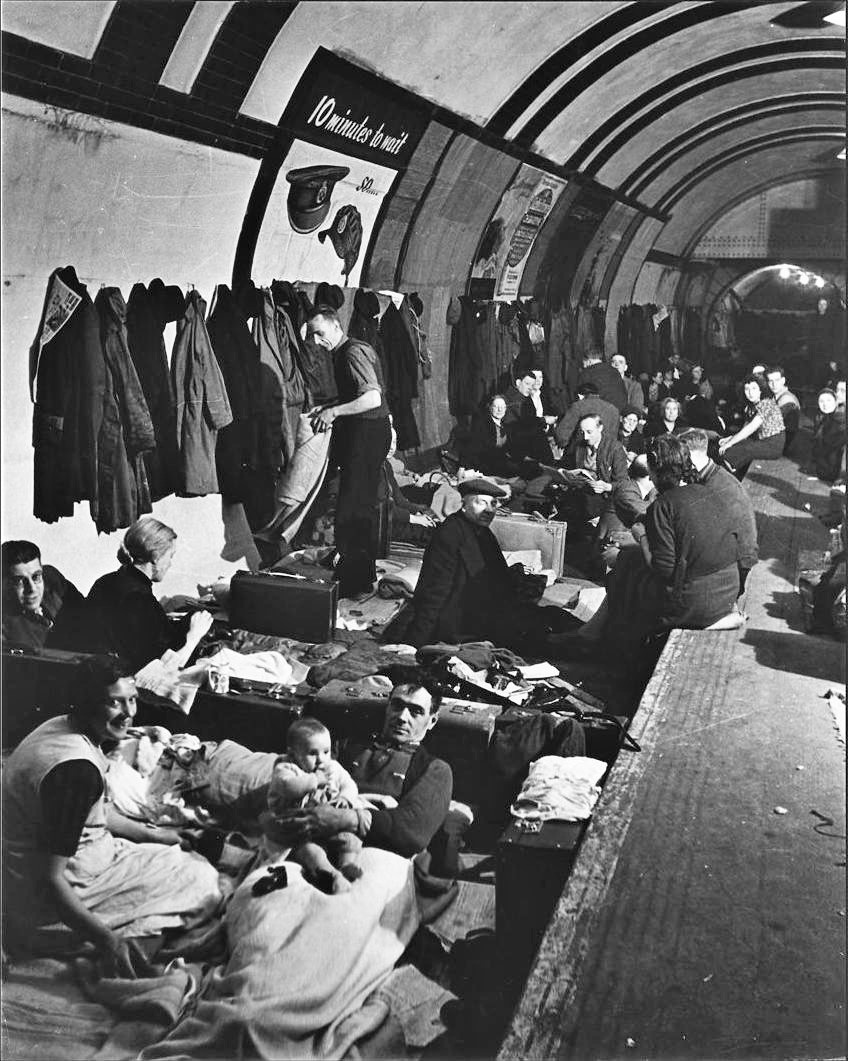
Una stazione della metropolitana di Londra utilizzata come rifugio antiaereo.

L'allestimento di rifugi antiaerei in Gran Bretagna si dimostrò più problematico, poiché le case più piccole non avevano cantine o seminterrati. Si adattarono quindi allo scopo gli edifici che ne erano provvisti, come fabbriche e palazzi. A Londra alcuni tunnel della metropolitana furono adibiti a riparo durante le frequenti incursioni aeree della Luftwaffe, svolgendo questa funzione in modo soddisfacente, a patto che non ricevessero colpi diretti. In altre città i rifugi vennero ricavati da vecchie miniere in disuso, campate di viadotti, o qualunque opera si inoltrasse sottoterra. A Newcastle-upon-Tyne si riaprirono i "Victoria Tunnels", in disuso dal 1860. A Stockport, a partire dal 1938, si scavarono gallerie nell'arenaria su cui sorge la città, capaci di ospitare migliaia di persone. A Dover si usarono i tunnel sotto il castello, risalenti addirittura al Medioevo.
Tuttavia anche questi rifugi non erano sufficienti a proteggere l'intera popolazione del Regno Unito, e si trovarono soluzioni complementari. Una di queste erano i "rifugi comunali di strada" (street communal shelters), di solito segnalati con la lettera "S" e costruiti in spazi pubblici con materiali e manodopera forniti dal governo. La loro costruzione andò avanti speditamente fino a che non vi fu penuria di mattoni e cemento, dovuta all'improvvisa impennata della domanda di materiali da costruzione. Gli street communal shelters erano progettati per contenere una cinquantina di persone ciascuno, specie pedoni e automobilisti di passaggio. Tuttavia si dimostrarono scarsamente solidi, e a un certo punto cominciarono a circolare voci secondo cui in uno di questi ricoveri gli occupanti sarebbero annegati per via della rottura di una tubazione. Benché in seguito venissero apportate delle migliorie, questi rifugi rimasero molto impopolari presso i civili.
Un'ulteriore soluzione fu quella dei rifugi Anderson (da sir John Anderson, ministro della Sicurezza interna con delega alla protezione antiaerea): era fatto da pannelli di lamiera ondulata (sei curvi per il tetto, tre per lato, uno anteriore e uno posteriore) tenuti insieme da viti. Doveva essere collocato circa 1 m sotto il suolo e avere sul tetto almeno 40 cm di terra. Costava 7 sterline ma venne fornito gratis alle famiglie meno abbienti. Durante la guerra ne furono prodotti più di 3,6 milioni.

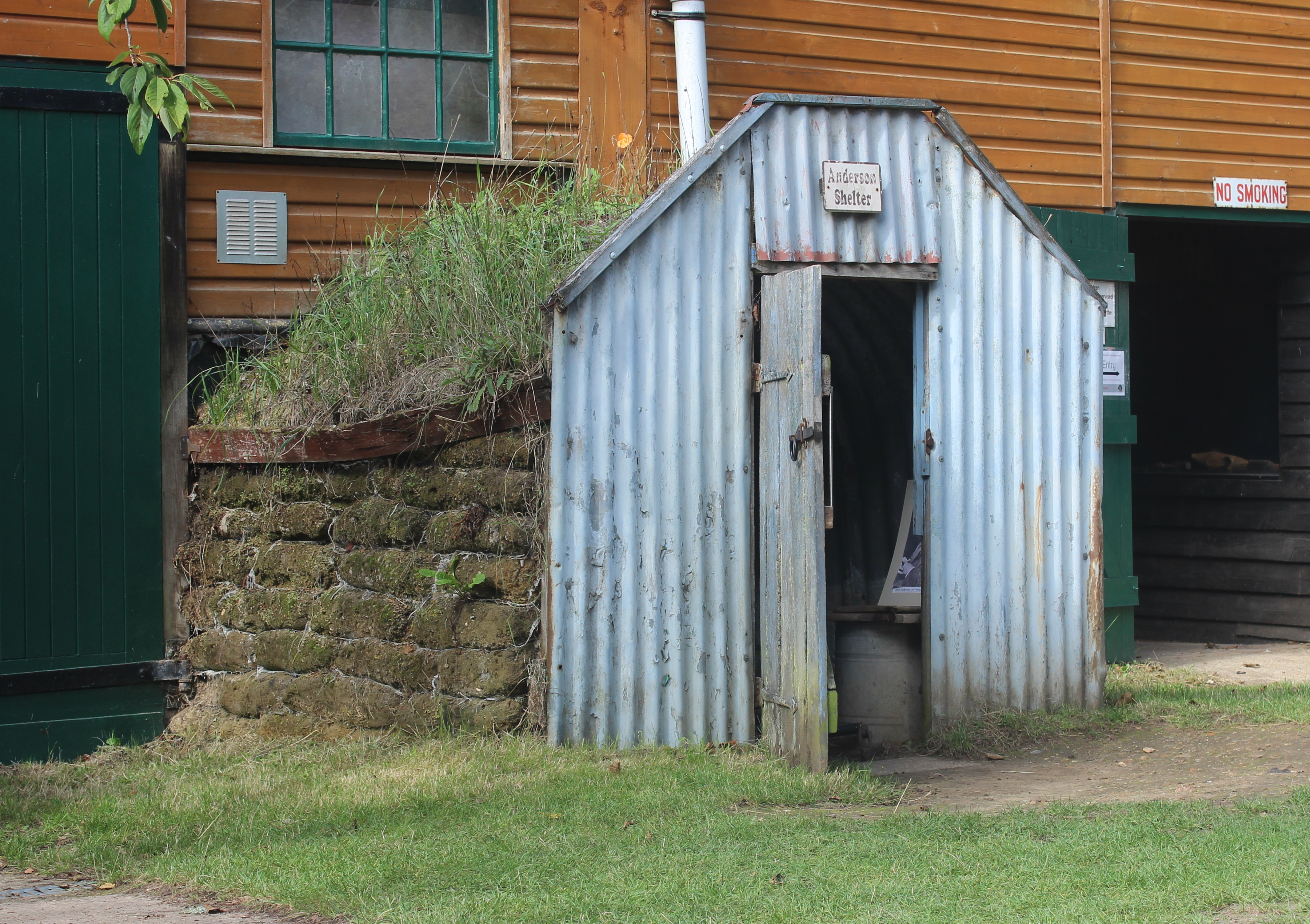
Rifugi Anderson in mostra presso il Rural Life Centre, Tilford, Surrey.

Ma i rifugi Anderson si prestavano poco a essere utilizzati nella cattiva stagione, per cui furono resi disponibili i rifugi Morrison, in pratica delle gabbie di rete metallica le cui dimensioni erano di circa 2x1 metro per 75 centimetri di altezza e con una piastra d'acciaio spessa 3 millimetri nella parte superiore. Venivano forniti in scatola di montaggio; durante il giorno potevano essere usati come tavolo, di notte 2 o 3 persone potevano dormirci dentro. Rispetto al rifugio Anderson, il Morrison poteva essere usato anche d'inverno in case senza seminterrati, poiché era progettato per resistere al crollo del soffitto provocato dall'implosione di un muro portante. Ne furono distribuiti circa 600.000.
I rifugi Stanton erano un altro tipo di rifugio antiaereo, in cemento armato e dalla caratteristica forma "a capanna": venivano prefabbricati a pezzi e poi assemblati a destinazione. Dovevano essere semisepolti e ricoperti di terra per una maggiore protezione da onde d'urto e schegge. Gran parte di questi andò all'Air Ministry.

Uno dei più famosi bunker costruiti nel Regno Unito durante la guerra fu quello delle Cabinet War Rooms, a più di 10 metri sotto il livello stradale, da dove il primo ministro inglese seguì tutte le operazioni militari britanniche del secondo conflitto mondiale. Altre opere sotterranee di Londra sono la cittadella dell'Ammiragliato, Q-Whitehall e Pindar, ancora in uso e quindi in larga parte soggette al segreto militare.

### Germania
Anche in Germania molti rifugi erano ricavati nei seminterrati e segnalati da frecce e sigle come LSK o LSR, e NA per le uscite di sicurezza (talvolta ancora visibili). In aggiunta a quelli improvvisati nelle abitazioni o scavati appositamente, la Germania fu l'unica ad adottare la soluzione dei ricoveri antiaerei sopraelevati, o Hochbunker. Allestiti in cemento armato, e destinati ad accogliere gli abitanti di zone densamente popolate, non richiedevano dispendiosi scavi nel sottosuolo ed erano considerati virtualmente invulnerabili alle bombe.
Una variante dei bunker sopraelevati erano le torri Winkel, dal nome del progettista. Questi hanno forma cilindrica e sommità conica per ridurre la vulnerabilità a colpi diretti. Furono edificati per gli operai delle aree ferroviarie e industriali, e potevano ospitare dalle 164 alle 500 persone a seconda del tipo.
Anche le Flaktürme (torri della FlaK) potevano assolvere la funzione di rifugio antiaereo, benché la funzione originaria fosse quella di "difesa attiva" dagli incursori nemici. Quelle di Berlino conobbero un inatteso uso come "fortini" durante la battaglia per la difesa della capitale tedesca, opponendo una disperata resistenza all'avanzata delle truppe russe.

La maggior parte di questi edifici ha conosciuto usi militari anche nel dopoguerra ed è ancora in piedi: i tentativi di demolizione si sono rivelati inutili, a testimonianza della solidità della loro struttura.
Vi erano infine gli Einmannbunker, rifugi antiaerei individuali destinati a chi aveva compiti speciali di sorveglianza antincendio o antisabotaggio presso fabbriche o altre installazioni. In Italia sono generalmente noti come "garitte ferroviarie" visto che la dislocazione solita era presso le strade ferrate.

## Dopo la seconda guerra mondiale
Il pericolo atomico portato dalla guerra fredda indusse a mantenere in efficienza molti vecchi rifugi europei e a costruirne altri in Paesi non sfiorati dalla guerra con la Germania (ad es. gli Stati Uniti). Molte case in Svizzera hanno rifugi perfettamente efficienti e dotati di soffitto in cemento armato che dovrebbe resistere al crollo dell'edificio al di sopra. In Finlandia ne esistono più di 40.000, capaci di contenere 3,8 milioni di persone (il 71% dei finlandesi). Sono obbligatori per gli edifici al di sopra dei 600 metri quadri e vengono ispezionati ogni 10 anni, in modo che in caso di necessità possano essere utilizzati nel giro di 24 ore.
Data la perenne instabilità del Medio Oriente, lo Stato di Israele addirittura rende obbligatoria la presenza di un rifugio antiaereo in ogni edificio. Di solito viene usato come stanza dei giochi, affinché i bambini non siano spaventati se dovessero entrarvi in caso di reale pericolo.

## Disastri accaduti in rifugi antiaerei
- Il 14 ottobre 1940 una bomba colpì la strada sopra la stazione di Balham della metropolitana di Londra, sfondandola. L'esplosione ruppe le condutture delle fogne e dell'acqua inondando la stazione sotterranea. 66 persone affogarono.[7]
- Il 23 ottobre 1942, durante un raid notturno della RAF, 354 persone rimasero schiacciate nella ressa per accedere al rifugio antiaereo nella galleria delle Grazie sotto la stazione di Genova Brignole[8].
- Il 3 marzo 1943 173 persone finirono calpestate a morte a Bethnal Green quando il rumore di un nuovo proiettile a razzo fu scambiato per quello di bombe in caduta, causando il panico e spingendo la gente a correre in massa nel sotterraneo. Una donna inciampò su uno scalino, causando la calca mortale.[9]
- Il 31 agosto 1943 il rifugio antiaereo sottostante la stazione FS di Pisa Centrale si allagò, probabilmente per la rottura di tubature, causando la morte per annegamento di numerose persone.
- Il 1º novembre 1943 durante il bombardamento della città almeno 724 persone morirono nel rifugio antiaereo di Santa Palazia ad Ancona[10][11], non è chiaro se per asfissia o spostamento d'aria visto che i morti vennero sepolti solo nel 1957[12].
- Il 22 luglio 1943 71 bombardieri americani del 97º e 99º Gruppo avevano come obiettivo la stazione ferroviaria di viale XXIV Maggio a Foggia, un importantissimo nodo ferroviario attraverso il quale transitavano uomini e mezzi distaccati dalla Wehrmacht in Italia meridionale. Alle 9.43 le prime bombe caddero sulla stazione. Centinaia di persone cercarono scampo nei sottopassaggi dello scalo. Alcune bombe fecero crollare le uscite, mentre da alcune ferro-cisterne poco distanti colpite dalle bombe, fuoriuscì della benzina che subito s’incendiò. Il liquido invase la galleria causando la morte delle persone che non poterono uscire. Non si saprà mai il numero esatto delle vittime: trecento forse quattrocento persone.

## Nel cinema
- La vita nei tunnel della metropolitana di Londra durante i bombardamenti è stata ricostruita in alcune scene del film La battaglia d'Inghilterra del 1969. Le comparse erano in gran parte superstiti del blitz e alcune si sentirono persino male nel rivivere le sensazioni di tre decenni prima.
- Il disastro di Balham è rievocato nel film Espiazione del 2007.

## Galleria d'immagini

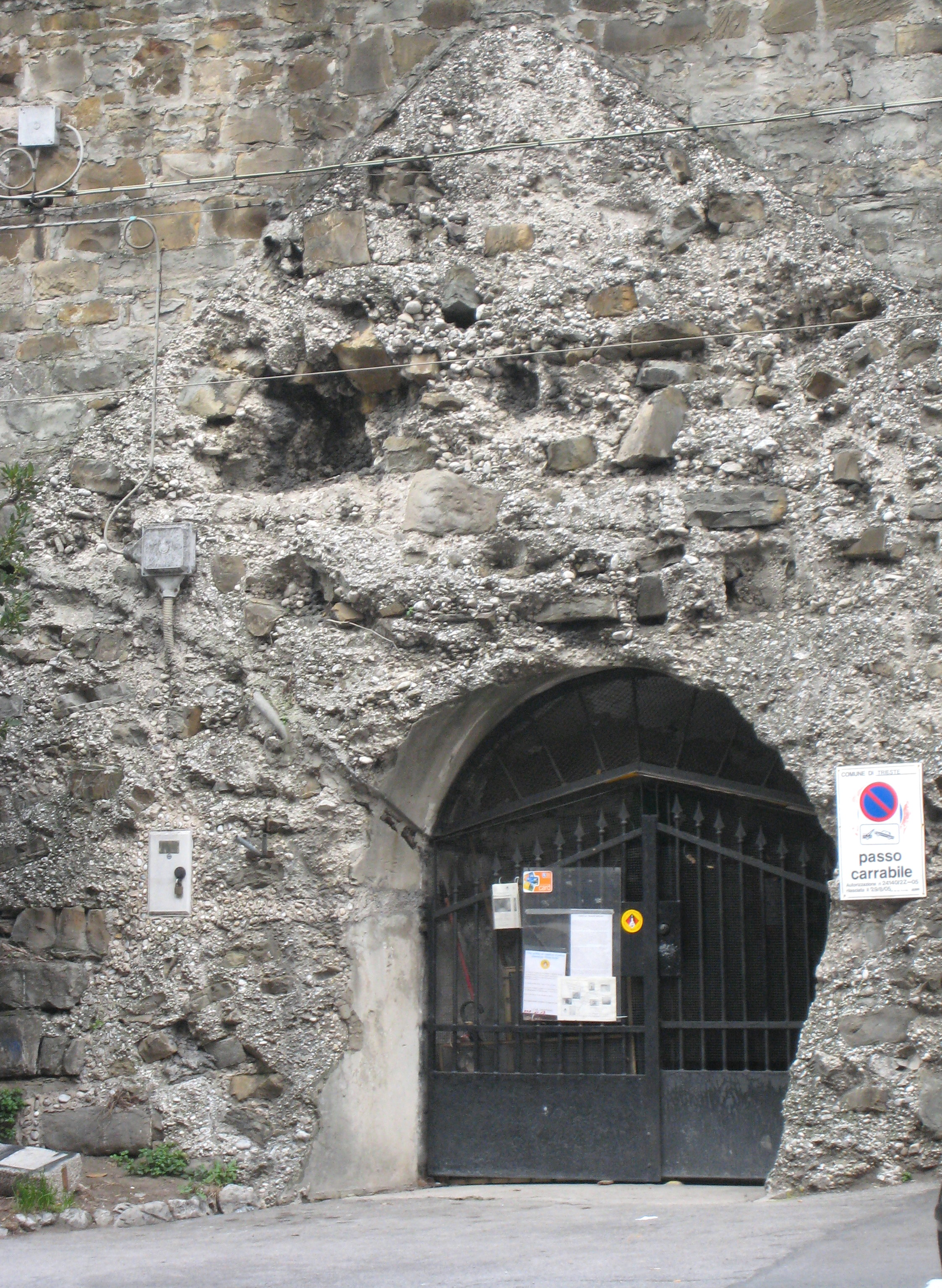
L’ingresso di una galleria antiaerea
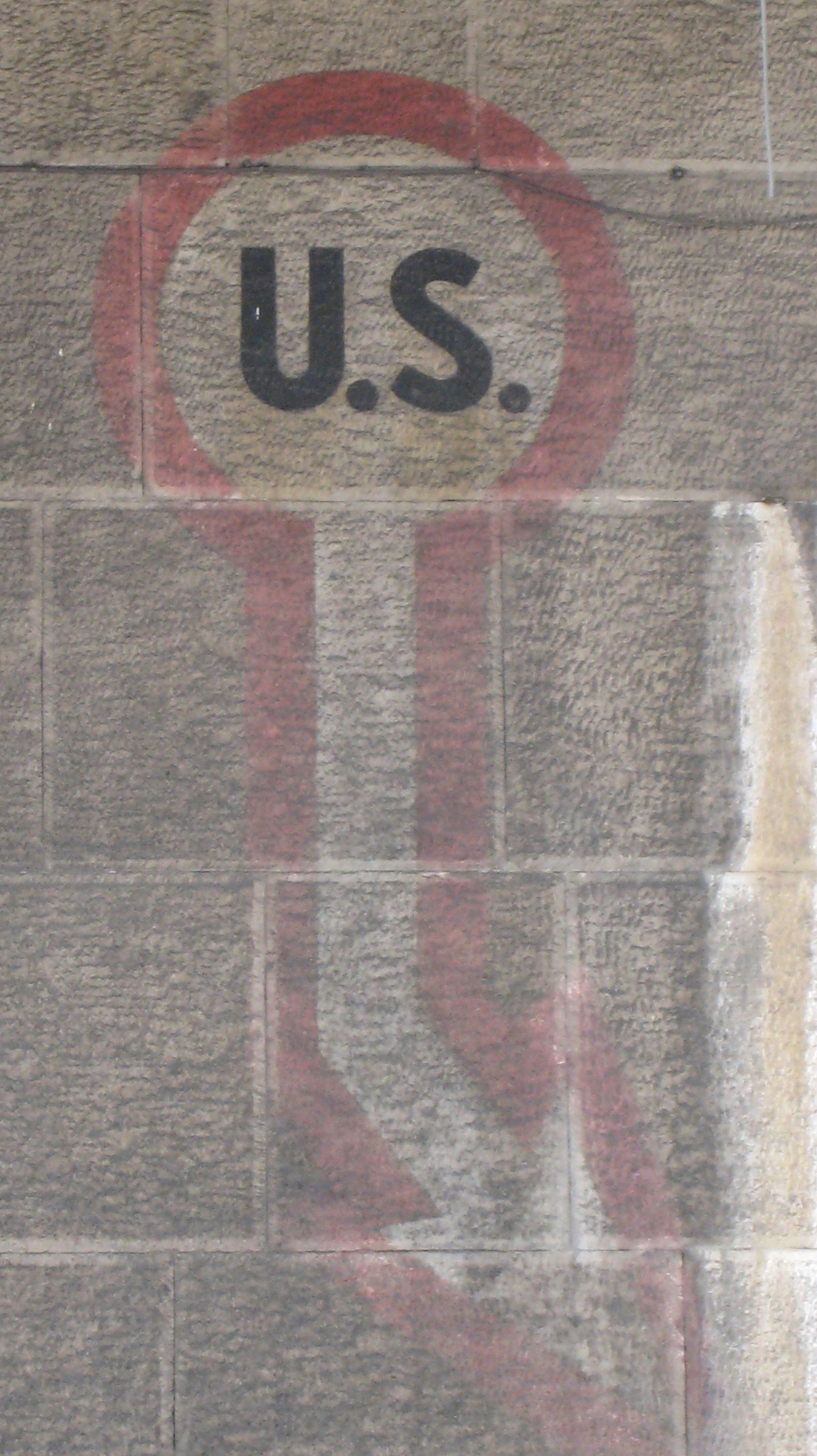
Indicazione di rifugio antiaereo su una casa. U.S. stava per "uscita di sicurezza", e serviva come indicazione ai soccorritori
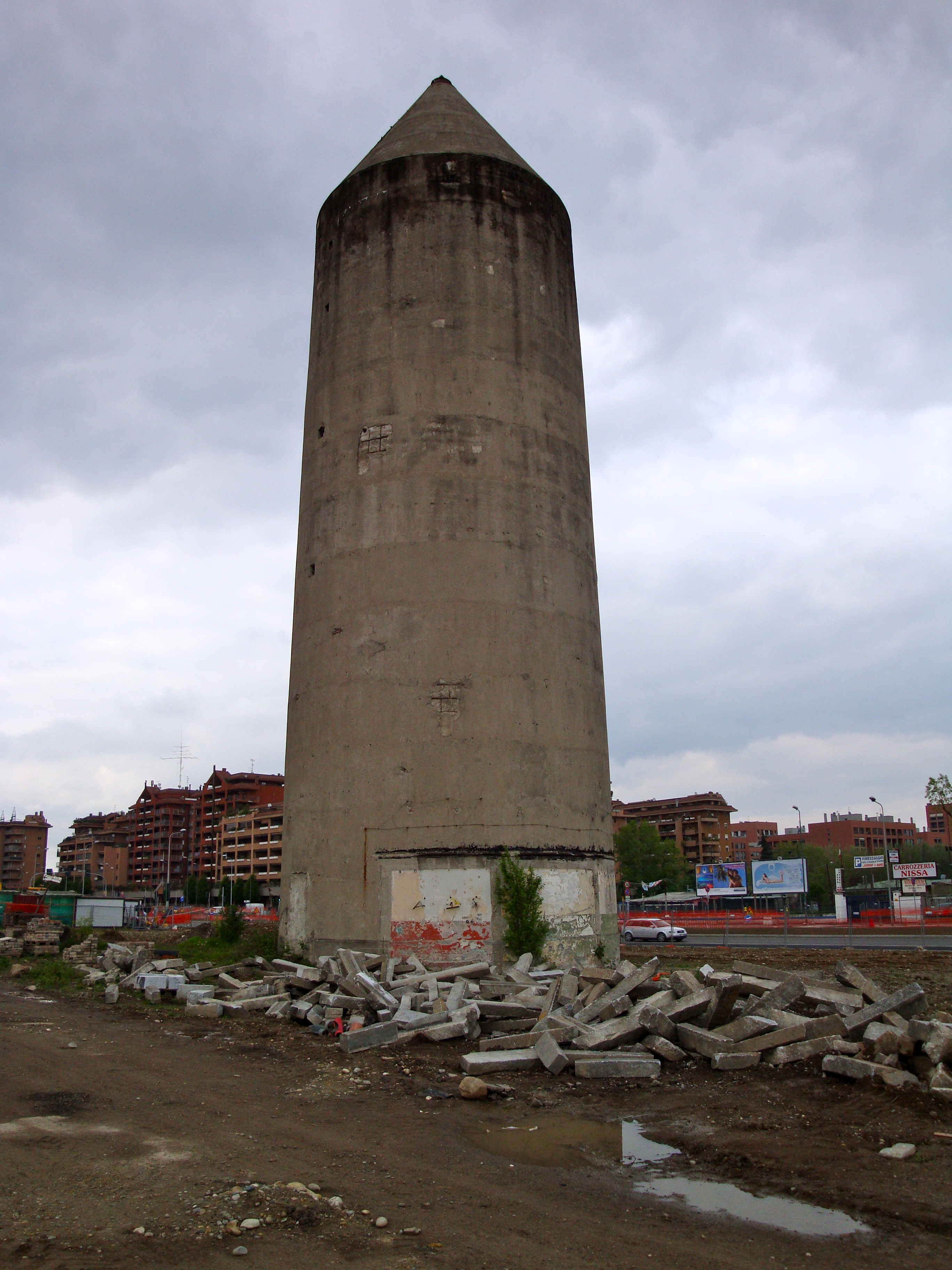
Rifugio antiaereo conico, sito a Milano nel quartiere ex-Marelli (lato destro di Viale Monza)
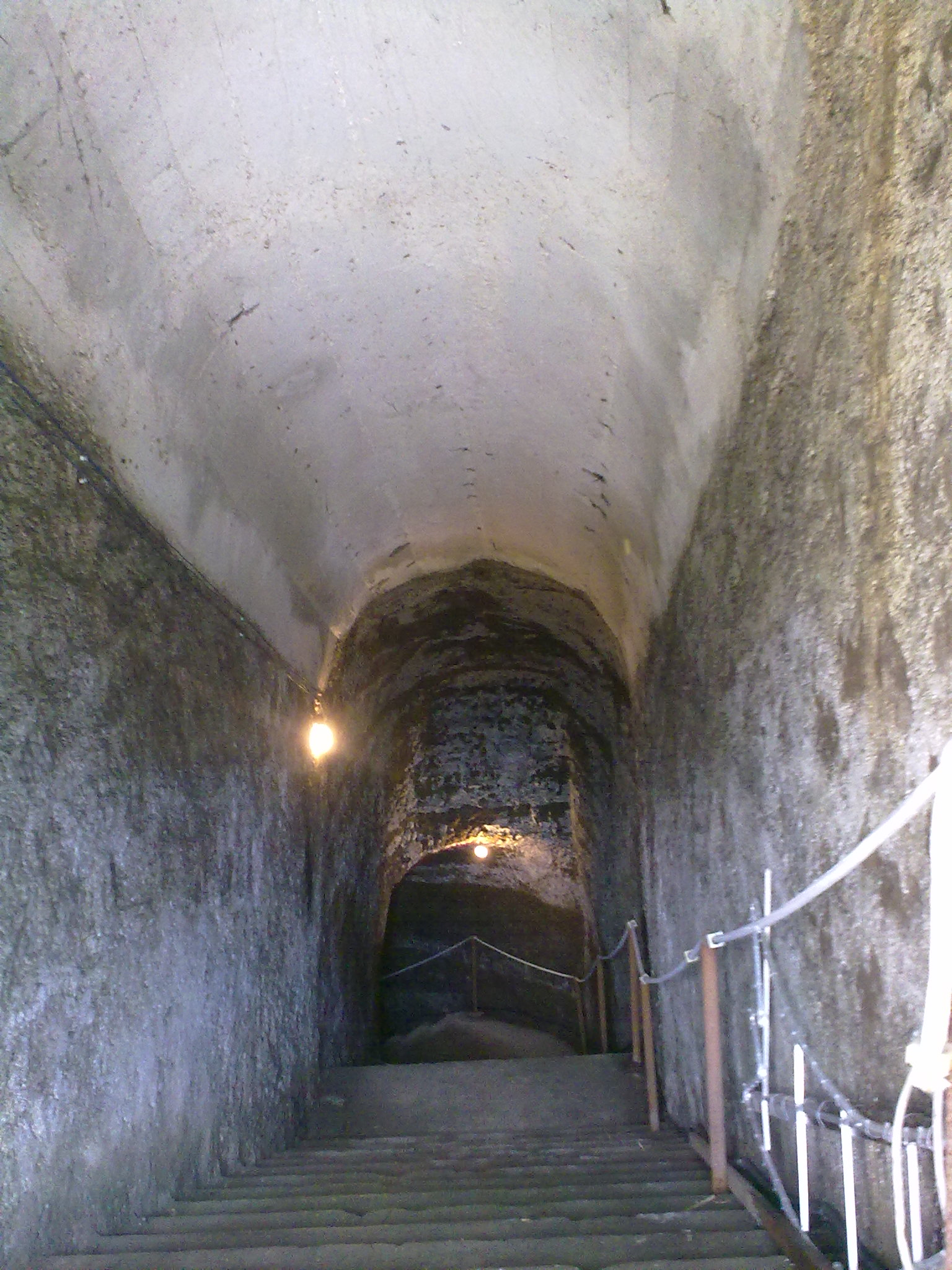
Una delle entrate/uscite dei rifugi di Colleferro
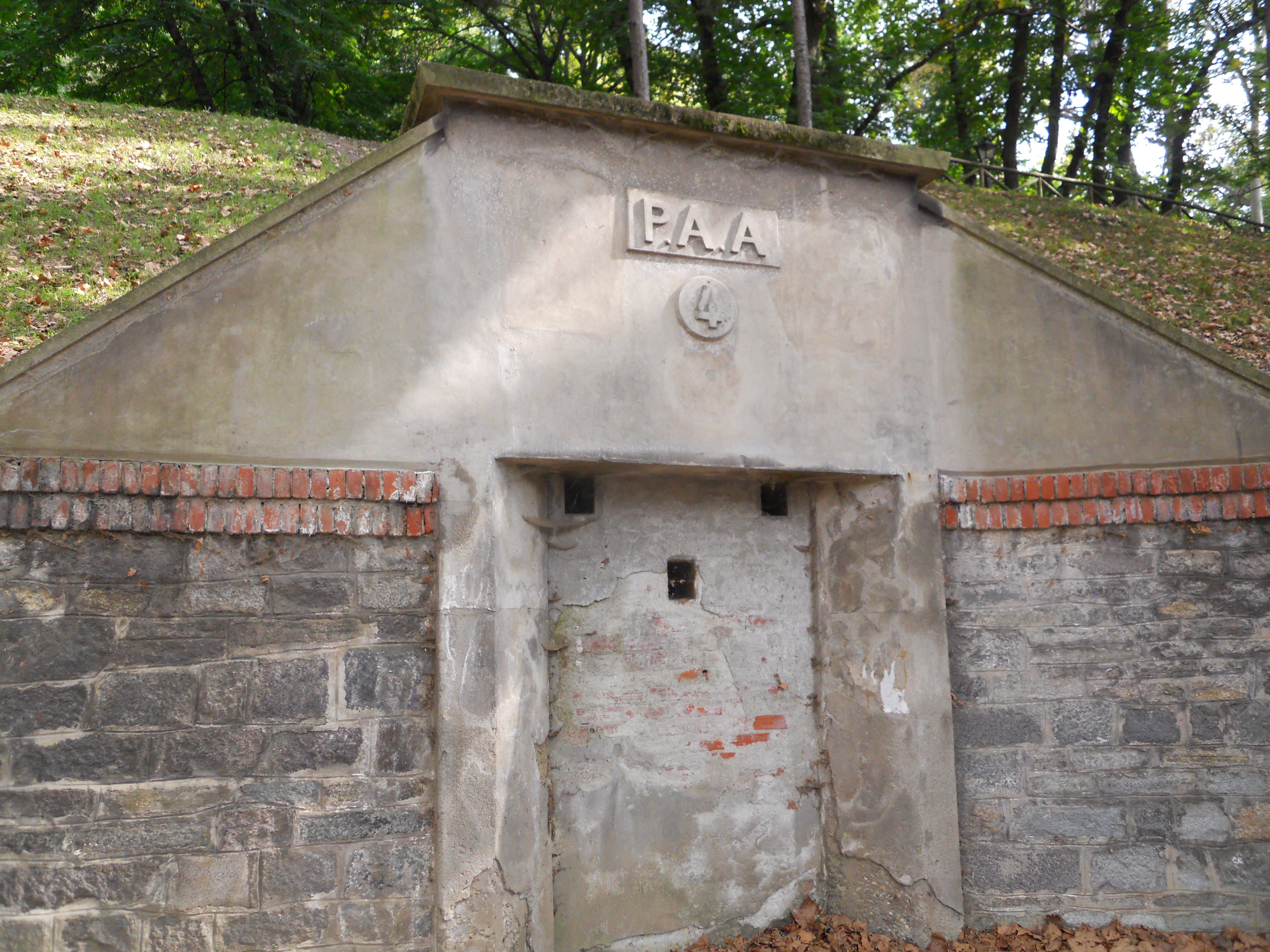
Entrata murata di rifugio antiaereo nel Parco Giacomo Leopardi a Torino